# Danieł Bankow
Danieł Bankow (bg. Даниел Банков; ur. 23 stycznia 1993) – bułgarski zapaśnik walczący w stylu klasycznym. Zajął ósme miejsce w Pucharze Świata w 2013 roku.